# Ngong

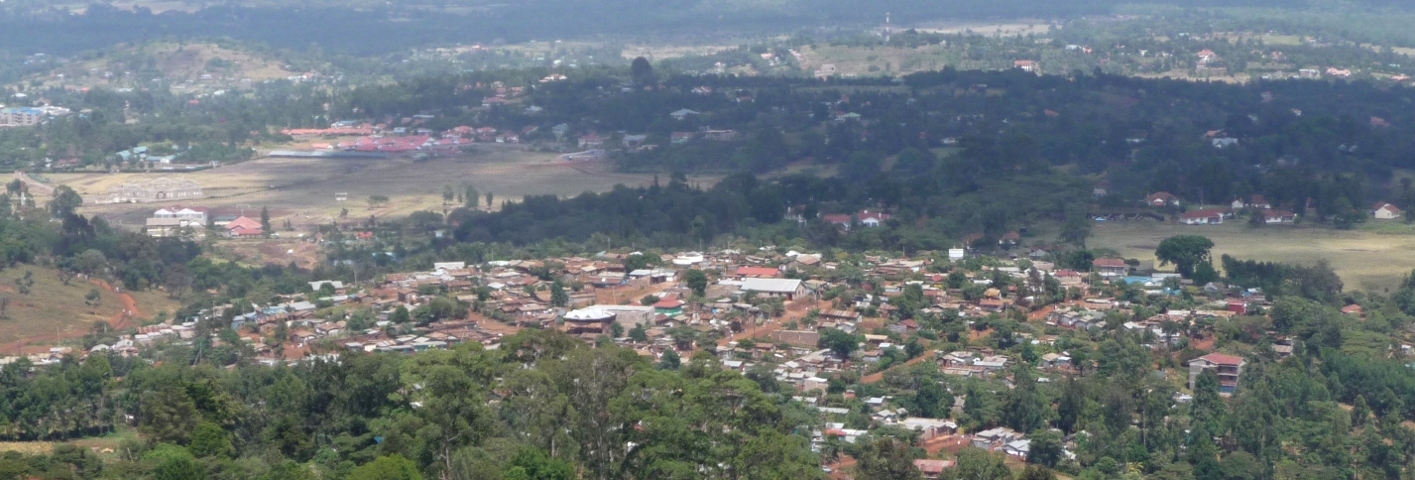
Panorama Ngong

Ngong – miasto w Kenii, w hrabstwie Kajiado. W 2019 liczyło 102,3 tys. mieszkańców. Nazwa miasta pochodzi od sąsiadujących Wzgórzy Ngong. 